# Электро (космический аппарат)
«Электро» (ГОМС) ((сокр.) Геостационарный Оперативный Метеорологический Спутник) — первый российский геостационарный спутник гидрометеорологического обеспечения. Индекс ГУКОС — 11Ф652. Работал на орбите с ноября 1994 по сентябрь 1998 года.
Спутник был создан по заданию Роскосмоса и Росгидромета, входил в состав гидрометеорологической системы «Планета-С», а также являлся частью всемирной сети метеорологического наблюдения. Международное название спутника: Elektro-1 / GOMS-1 ((сокр.) Geostationary Operational Meteorological Satellite).
Спутник выработал свой ресурс и был заменён на орбите космическим аппаратом (КА) Электро-Л.

## Предназначение
Спутник должен был обеспечивать подразделения Федеральной службы России по гидрометеорологии и мониторингу окружающей среды, а также другие ведомства оперативной гидрометеорологической информацией над своей точкой стояния 76°50' в.д.
КА «Электро» входил в состав гидрометеорологической системы «Планета-С» и предназначался для оперативного получения изображения облачности и подстилающей поверхности в оптическом и ближнем инфракрасном диапазонах спектра в радиусе 60° от своей точки стояния. Также, «Электро» получал изображения снежных и ледяных полей, данные о температуре и влажности воздуха, а также температуре морской поверхности и облаков. Кроме того, другими задачами КА «Электро» являлись:
- проведение непрерывных наблюдений за динамикой атмосферных процессов;
- обнаружение опасных явлений природы в почти-реальном времени;
- определение скорости и направления ветра в разных частях земной атмосферы;
- получение информации о потоках частиц солнечного и галактического происхождения, электромагнитного, ультрафиолетового и рентгеновского излучения Солнца, а также вариаций вектора магнитного поля Земли;
- сбор гидрометеорологических и других данных с российских и иностранных наземных платформ сбора информации;
- обмен между наземными центрами первичными и обработанными данными метео- и природноресурсных космических систем;
- доведение гидрометеорологической информации до российских и иностранных потребителей[1][2][3].

## История создания
После успешной демонстрации возможностей первыми метеорологическими спутниками TIROS Operational System и Applications Technology Satellites (ATS-1 и ATS-3), стало ясно что наилучшие результаты могут быть достигнуты только при использовании глобальной спутниковой метеорологической сети.
Координационная группа по метеорологическим спутникам (КГМС) (англ. Coordination Group for Meteorological Satellites ) появилась на свет 19 сентября 1972 года, когда представители Европейской организации космических исследований, Японии, Соединенных Штатов Америки, а также наблюдатели от Всемирной метеорологической Организация (ВМО) и Объединенного центра планирования глобальной программы исследований атмосферы (англ. Joint Planning Staff for the Global Atmosphere Research Programme) встретились в Вашингтоне, чтобы обсудить вопросы совместимости геостационарных метеорологических спутников. Кроме того, позднее в зону ответственности КГМС были добавлены и спутники на полярных орбитах.
Принципы КГМС подразумевают, что информация со спутников находящихся в сети распространяется на добровольной и безвозмездной основе. Первые спутники вошедшие в глобальную метеорологическую сеть GOES были запущены США в 1977 г. За ними последовали спутники ЕКА (Meteosat) и Японии (Himawari (GMS)).
Хотя СССР присоединился к КГМС только в январе 1973 года, уже 16 декабря 1972 года был издан указ о развитии метеорологической системы третьего поколения, которая позже должна была стать частью глобальной сети. Будущая система, «Планета-С», должна была состоять из КА Метеор-3 на полярных орбитах и трёх КА «Электро» на ГСО, расположенных на удалении 90° друг от друга (14° з.д., 76° в.д. и 166° в.д.). Общее проектирование «Планеты-С» было завершено в 1979 году, с защитой проекта в мае 1980 года.
Геостационарный компонент системы, КА «Электро», было поручено разрабатывать НПП ВНИИЭМ. Хотя, согласно первоначальным планам, первый из КА «Электро» должен был быть запущен в 1982 году, последовали различные задержки. В период 1983—1987 проект столкнулся с огромными трудностями технического и экономического характера, и первый тестовый макет спутника был завершён только в 1989 году. Основными техническими проблемами являлись создание математического обеспечения для бортовых ЭВМ, а также создание 3-осной системы ориентации. Кроме того, не хватало денег на разработку. Всё это привело к многолетней задержке первого запуска «Электро» и за время разработки умерли два главных конструктора — Андроник Иосифьян и Владимир Адасько.
КА «Электро» был запущен 31 октября 1994 года с 12-летним опозданием.

## Устройство КА
Конструктивно КА «Электро» был разделён на три части. Часть спутника, которая традиционно называется спутниковой платформой, состояла из служебного и обеспечивающего комплексов. Аппаратура, традиционно относящаяся к модулю полезной нагрузки находилась в специальном комплексе.

### Специальный комплекс
В состав аппаратуры специального комплекса входили следующие системы:
| Бортовой телевизионный комплекс видимого и ИК-диапазонов спектра (БТВК)              | — диапазоны спектральных каналов: 0.46 — 0.7 мкм (видимый) и 10.5 — 12.5 мкм (ИК). — пространственное разрешение на местности: 1,25 км (в видимом диапазоне), 6.25 км (в ИК-диапазоне) |
| Радиационно-магнитометрические системы                                               | — плотности потоков электронов с энергиями выше пороговых значений 0.04, 0.17, 0.7, 1.7 МэВ; — плотности потоков протонов с энергиями выше пороговых значений 0.5, 40, 60, 90.0 МэВ; — плотности потоков альфа-частиц с энергиями 5-12 МэВ; — плотности потоков галактических космических лучей с энергией выше 600 МэВ; — плотности потока рентгеновского излучения Солнца в энергетическом интервале 3-8 кэВ; — интенсивности ультрафиолетового излучения Солнца с длинами волн : менее 130 нм, 0.3-2.5 нм, 0.3-12 нм и 121.6 нм; — величины составляющих вектора магнитной индукции по трем взаимно-перпендикулярным направлениям (X,Y,Z). |
| Бортовой радиотехнический комплекс передачи телевизионной и геофизической информации | — передача телевизионной и гелиогеофизической информации (скорость до 2.56 Мбит/с); — передача и ретрансляция потоков данных со скоростью до 960 кбит/с); — передача и сбор потоков данных до 60 кбит/с); — сбор данных с платформ сбора данных (ПСД) со скоростью до 100 бит/с с каждой платформы; — передача (ретрансляция) аналоговой и факсимильной информации (2400 бит/с). |

### Служебный и обеспечивающий комплексы
КА «Электро» стал третьим типом советских (российских) геостационарных спутников, оснащенных бортовой управляющей системой с БЦВМ (после спутников производства НПО ПМ построенных на платформе КАУР-4 — «Альтаир» и «Гейзер»). Благодаря наличию БЦВМ, программа научных исследования программировалась на 18 дней вперед, после чего КА каждый час производил передачу отснятых телевизионных материалов на центры приёма на Земле. Таким же образом программировалась коррекция орбиты по долготе.
Космический аппарат был оснащен 3-осной системой ориентации, что было в тот момент большим достижением: для стационарных метеоспутников 3-осная система ориентации была реализована впервые лишь на американском КА 2-го поколения GOES-8, запущенном в апреле 1994 г., то есть всего лишь на полгода раньше. Система ориентации КА «Электро» обеспечивала точность ориентации 2' по крену и тангажу и 5' по рысканью и точность стабилизации 0.001 град/сек.
Коррекция орбиты спутника проводилась только по долготе, но не по широте. В связи с этим, спутник был выведен на орбиту с начальным наклонением 1°18’31", которое по законам орбитальной динамики уменьшилось за полтора-два года до нуля, а затем опять начало расти. Таким образом, в течение всего срока эксплуатации КА (3 года), наклонение оставалось приемлемым.
Наземный комплекс управления КА «Электро» состоял из Центра управления полетом космических аппаратов научного и народно-хозяйственного значения (ЦУП «Рокот», Москва), а также четыре Отдельных командно-измерительных комплекса (ОКИК) Военно Космических Сил России: ОКИК-4 (Енисейск), ОКИК-9 (Красное Село/С.Петербург), ОКИК-13 (Улан-Удэ), ОКИК-20 (Солнечный/Комсомольск-на-Амуре).

## Эксплуатация
Сразу после запуска, КА испытывал определённые проблемы с системой ориентации. К 1 февраля 1995 года эти проблемы были решены и после начальной фазы тестирования КА «Электро» был признан годным к эксплуатации в Восточном полушарии. В июне 1996 года КА начал ретрансляцию изображения в инфракрасном диапазоне. В то же время, изображение в видимом диапазоне не передавалось заказчикам из-за проблем с сенсорами БТВК.
К 1998 году аппарат всё еще не был полностью работоспособен и, в результате переговоров между Россией и EUMETSAT, в 1998 году было решено перевести КА «Meteosat-5» в точку 63º в.д. для покрытия Восточного полушария.
В течение всей жизни КА «Электро» не был в состоянии обеспечить постоянного оперативного обслуживания и его миссия была полностью прекращена в ноябре 2000 года (КГМС считал его неработоспособным уже с сентября 1998 года).